# Márton Lőrincz
Márton Lőrincz (Corund, Hungría, 28 de octubre de 1911-San Carlos de Bariloche, Argentina, 1 de agosto de 1969) fue un deportista húngaro especialista en lucha grecorromana donde llegó a ser campeón olímpico en Berlín 1936.

## Carrera deportiva
En los Juegos Olímpicos de 1936 celebrados en Berlín ganó la medalla de oro en lucha grecorromana estilo peso gallo, por delante del luchador sueco Egon Svensson (plata) y del alemán Jakob Brendel (bronce).

## Vida privada
Se radicó en Argentina en 1948, asentándose en San Carlos de Bariloche.